# Gămzovo, Vidin
Gămzovo (în bulgară Гъмзово, în română Gânzova) este un sat în comuna Bregovo, regiunea Vidin,  Bulgaria. Localitatea a fost locuită compact de românii din Timocul bulgăresc.

## Demografie
Componența etnică a satului Gămzovo
     Romi (3,31%)
     Nicio identificare (1,96%)
     Bulgari (91,7%)
     Turci (0%)
     Altele (3,01%)
La recensământul din 2011, populația satului Gămzovo era de 663 locuitori. Din punct de vedere etnic, majoritatea locuitorilor (91,7%) erau bulgari, cu o minoritate de romi (3,31%). Pentru 1,96% din locuitori nu este cunoscută apartenența etnică.